# Inkayacu
Inkayacu es un género extinto de pingüinos que vivió en lo que ahora es Perú durante el Eoceno Superior, aproximadamente hace 36 millones de años. Un esqueleto casi completo fue descubierto en el 2008, incluyendo plumas fosilizadas, las primeras conocidas en pingüinos. Un estudio de los melanosomas, pigmento contenido en organelos en las plumas, indica que eran de color gris o marrón rojizo. Su diferencia principal con los pingüinos modernos es que sus plumas marrón tenían melanosomas largos y elipsoidales.

## Descripción
Aunque sea un pingüino de hace 36 millones de años, Inkayacu se parece mucho a sus parientes actuales. Inkayacu, junto con otros pingüinos extintos de Perú, recibe el nombre de pingüino gigante debido a su gran tamaño. Inkayacu medía unos 1,5 metros de altura; el pingüino actual más grande es el pingüino emperador, que mide unos 1,2 metros de alto.
Los melanosomas de las plumas de Inkayacu son largos y estrechos, similares a los de la mayoría de las aves. La mayor parte de los pingüinos modernos tienen melanosomas de similar longitud a los de Inkayacu, pero son más anchos. Esto hace que mientras los pingüinos modernos tienen las plumas de color negro o isabela, Inkayacu las tuviera, aparentemente, grises o castaño rojizas. A pesar de las diferencias en los melanosomas, las plumas de Inkayacu eran similares a las de los pingüinos actuales en los demás aspectos.

## Descubrimiento

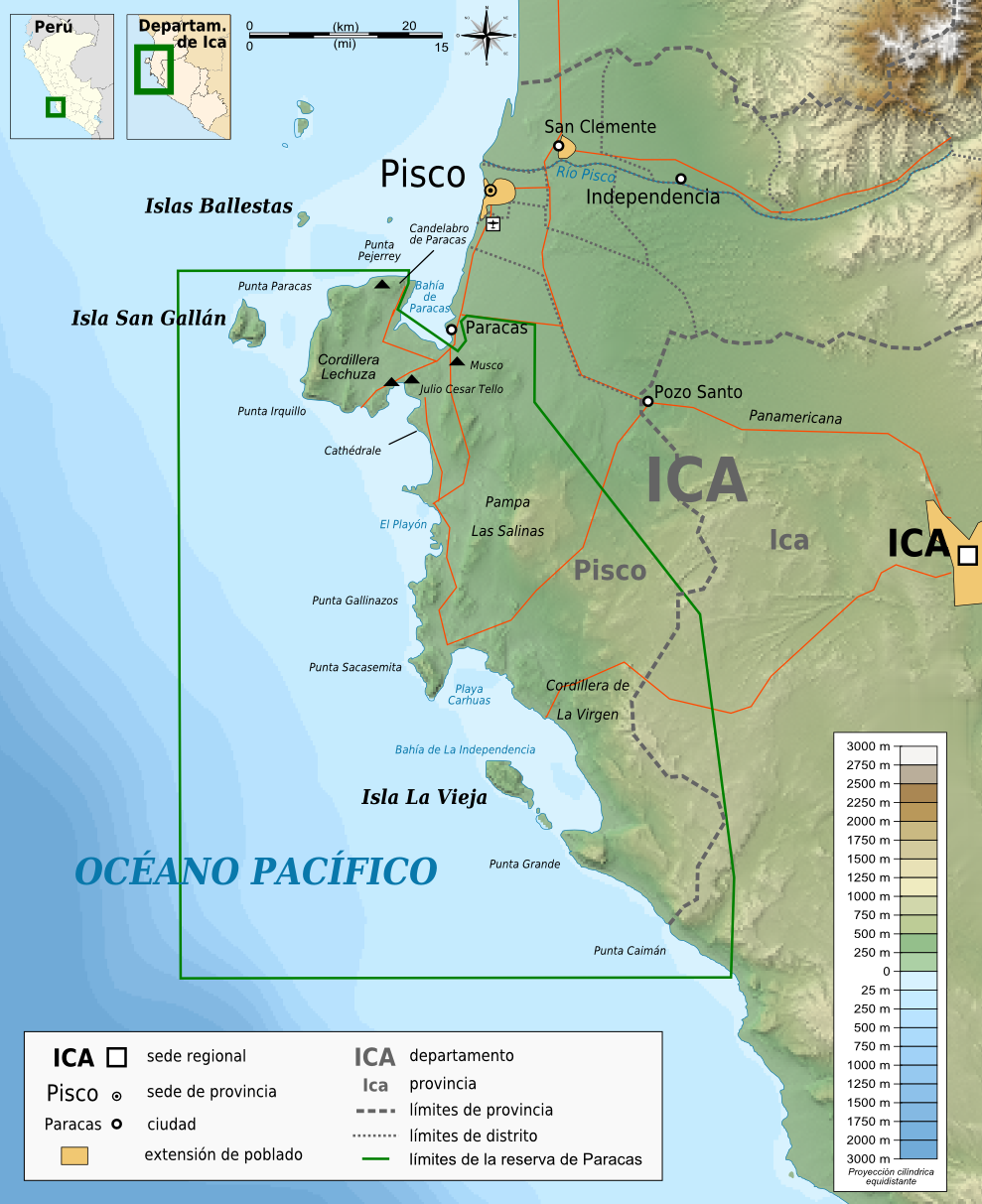
Mapa de la Reserva Nacional de Paracas en Ica, Perú, donde se encontraron los fósiles de Inkayacu.

Los primeros fósiles de Inkayacu fueron encontrados el 2008 en la costa de la región de Ica, en Perú. Un esqueleto casi completo fue descubierto en la Reserva Nacional de Paracas por un equipo de expedición liderado por Julia Clarke de la Universidad de Texas. Grandes pingüinos, incluyendo las especies Perudyptes devriesi e Icadyptes salasi, fueron descritas en el área en el año anterior. la primera evidencia de melanosomas en plumas fosilizadas fueron publicadas al final del 2008, encontradas en un ave del Cretácico Inferior. El paleontólogo Jakob Vinther, quien fue uno de los descubridores de los primeros melanosomas fósiles en el 2007, encontró melanosomas en las plumas de  Inkayacu poco después de que el fósil fuera descubierto.

## Paleobiología
Inkayacu habitó las mares peruanos en el Eoceno Tardío. Sus extremidades en forma de remo le permitían vivir en un medio acuático. Los largos paquetes de melanosomas en las células de pingüinos actuales le dan a sus plumas una rigidez extra, siendo esta una adaptación que facilita el "vuelo" submarino. Debido a que Inkayacu tenía menos y más pequeños melanosomas, lo más probable es que no hubiera sido capaz de nadar a grandes profundidades, quedándose así cerca a la superficie. Sin embargo, es también posible que los melanosomas de los pingüinos modernos no les den una especial ventaja bajo el agua, ya que las plumas de la parte ventral de su cuerpo son blancas (y, por tanto, sin melanosomas), careciendo de la rigidez de la melanina. Si la melanina presente en las plumas agrega rigidez, entonces todas sus plumas serían color negro. No hay que olvidar además el camuflaje básico de los organismos acuáticos (pecho blanco y espalda oscura).